# تپه قلعه گل تپه علیا
تپه قلعه گل تپه علیا مربوط به هزاره ۱- است و در شهرستان دیواندره، بخش کرفتو، روستای گل تپه علیا واقع شده و این اثر در تاریخ ۷ آذر ۱۳۸۳ با شمارهٔ ثبت ۱۱۲۴۹ به‌عنوان یکی از آثار ملی ایران به ثبت رسیده‌است.